# Dorstenia tropaeolifolia
Dorstenia tropaeolifolia är en mullbärsväxtart som först beskrevs av Georg August Schweinfurth, och fick sitt nu gällande namn av Bur.. Dorstenia tropaeolifolia ingår i släktet Dorstenia och familjen mullbärsväxter. Inga underarter finns listade i Catalogue of Life.